# Lothar Klingberg
Lothar Klingberg (* 11. Januar 1926 in Rosenberg/Oberschlesien; † 8. Juli 1999 in Brandenburg an der Havel) war ein deutscher Pädagoge und Didaktiker.

## Leben
Klingberg begann 1940 eine Ausbildung in der Lehrerbildungsanstalt Brunneck, dann in Patschkau, Neisse und Beuthen, trat 1945 noch in die Waffen-SS ein und geriet nach Kämpfen in Gefangenschaft. 1945 wurde er Neulehrer in Otterwisch und studierte ab 1948 bis 1951 zum Grundschullehramt an der KMU Leipzig Geschichte, Philosophie, Pädagogik und Musik, unter anderem bei Hans Mayer und Ernst Bloch. Er studierte weiter als Assistent und Aspirant. Seine bei Hugo Müller angefertigte Dissertation unter dem Titel Strukturprobleme der Unterrichtsstunde verteidigte er 1956 an der Karl-Marx-Universität Leipzig, 1962 folgte die Habilitation. 1964 wurde er in Leipzig als Professor berufen, 1965 erhielt er einen Ruf auf den Lehrstuhl für Systematische Pädagogik und Allgemeine Didaktik an der Pädagogischen Hochschule „Karl Liebknecht“ in Potsdam und lehrte bis 1980, als er invalidisiert wurde. Er forschte dort weiter bis zu seinem Lebensende.

Klingberg verfasste die Dialektische Didaktik, die in der DDR auf eine neue Art das Verhältnis zwischen Stoff, Lehrenden und Lernern analysierte. Im Ergebnis stand die Dominanz des vorgegebenen DDR-Lehrplanwerks damit infrage. Er hält Kinder für fähig, den Erziehungsprozess aktiv mitzugestalten als Selbstbildung und Selbsterziehung. In seiner Einführung in die Allgemeine Didaktik erläutert er jedoch auch seine Nähe zum sozialistischen Menschenbild, dass
„ein Menschenbild nur dann zu einem tragfähigen, verläßlichen Leitbild der Erziehung [wird], wenn es wissenschaftlich begründet aus der Perspektive der gesellschaftlichen Entwicklung und aus der Zukunft des Menschen abgeleitet ist, wenn es ein menschliches Bild vom Menschen, ein humanistisches Leitbild ist“. (S. 63)
Klingberg war Mitglied der Zentralen Fachkommission Pädagogik der DDR. 1962 erhielt er die Dr.-Theodor-Neubauer-Medaille (Bronze) und später die Pestalozzi-Medaille (Bronze).

## Werke (Auswahl)
- Lehrende und Lernende im Unterricht: zu didaktischen Aspekten ihrer Positionen im Unterrichtsprozeß, Berlin 1990. ISBN 3-06-204105-6
- Unterrichtsprozeß und didaktische Fragestellung – Studien und Versuche, 3. Auflage, Berlin 1986.
- Einführung in die allgemeine Didaktik: Vorlesungen, Berlin 1972. (7 Auflagen bis 1989)